# TRSDOS
Il TRSDOS (sigla di Tandy Radio Shack Disk Operating System) era un sistema operativo per dischi offerto per la linea di home computer TRS-80 prodotti da Tandy Corporation e venduti da Radio Shack fra la fine degli anni settanta e la prima metà degli anni ottanta.
Il TRSDOS era composto da un'interfaccia a riga di comando e di un DISK BASIC, un'estensione del BASIC integrato nella ROM del computer che serviva per gestire le unità a dischi esterne, dato che il BASIC supportava solo i lettori di nastri magnetici. Queste unità potevano essere collegate al computer mediante una Expansion Interface, un'interfaccia di espansione che integrava anche un controller Western Digital 1771. I floppy disk gestibili dal 1771 erano da 5,25" a singola densità, ossia con 89 kB di capacità (successivamente a doppia densità, 160 kB).
Nonostante il TRSDOS fosse offerto da Radio Shack insieme all'interfaccia di espansione, i bug presenti nelle prime versioni convinsero molti utenti ad adottare altri DOS di natura commerciale come il NEWDOS/80, l'LS-DOS ed il VTOS, quest'ultimo commercializzato dallo stesso creatore del TRSDOS, Randy Cook.

## Versioni

### Versioni per il TRS-80 Model I
La prima versione del TRSDOS per i TRS-80 Model I è la 2.0, datata 7 luglio 1978. Per stessa ammissione del suo programmatore, Cook, visti i numerosi bug che conteneva non avrebbe mai dovuto essere stata pubblicata.
Molti di questi bug furono corretti nella versione 2.1 uscita nel mese di settembre dello stesso anno. Nel tentativo di correggere questi bug, diversi produttori iniziarono a vendere in proprio delle versioni corrette del TRSDOS 2.1: fu così che nacquero i DOS alternativi al TRSDOS quali il DOSPLUS, l'ULTRADOS ed il NEWDOS.
Nel 1979 uscì la versione 2.2, che correggeva quasi tutti i bug della precedente 2.1. In questa versione Cook lasciò anche la sua "firma" digitale all'interno del TRSDOS, visualizzabile mediante l'inserimento di un determinato comando.
A distanza di poco tempo dalla precedente uscì la versione 2.3. Rispetto alla 2.2 cambiava solo il messaggio nascosto inserito da Cook, che Tandy aveva sostituito con una propria nota di copyright.
Nel 1982 uscì la versione 2.7: non era un aggiornamento della precedente 2.3, ma un sistema del tutto nuovo, derivato dal TRSDOS sviluppato per il nuovo TRS-80 Model III. La vera novità risiedeva nel supporto ai nuovi dischi a doppia densità, cosa che i DOS concorrenti avevano introdotto ben prima di esso.
Lo stesso anno uscì anche il TRSDOS 2.8, che correggeva un bug che affliggeva la copia dei dischi quando era presente una sola unità dischi.

### Versioni per il TRS-80 Model III
Nel 1980 Tandy produsse il TRS-80 Model III, il successore del primo TRS-80, ribattezzato Model I. Rispetto a quest'ultimo l'unità floppy era di serie, per cui il computer fu offerto fin dall'inizio con un DOS. Il TRSDOS proposto con il Model III non aveva però niente a che spartire con quello del Model I essendo un sistema operativo riscritto ispirandosi al TRSDOS-II, il sistema che equipaggiava il TRS-80 Model II presentato nel 1979 come macchina da ufficio. Per questo motivo cambiò anche la numerazione del sistema: la prima uscita fu il TRSDOS Model III 1.0, l'ultima versione la 1.3 del 1º maggio 1981.